# Seznam politických filozofů
Toto je seznam politických filozofů. Seznam je řazen podle data narození jednotlivých filozofů a filozofek. 
| Antika, starověk a raný novověk - Konfucius (551-479 př. n. l.) - Sókratés (470-399 př. n. l.) - Mocius (470-390 př. n. l.) - Xenofón (427-355 př. n. l.) - Platón (427-347 př. n. l.) - Díogenés ze Sinópé (412-323 př. n. l.) - Aristotelés (384-322 př. n. l.) - Mencius (372-289 př. n. l.) - Čánakja (350-283 př. n. l.) - Sün-c’ (310-237 př. n. l.) - Chan Fej (?-233 př. n. l.) - Cicero (106-43 př. n. l.) - Plinius mladší (63-113 n. l.) - Augustinus (354-430 n. l.) - Al-Fárábí (870-950) - Averroes (1126-1198) - Maimonides (1135-1204) - Tomáš Akvinský (1225-1274) - Marsilius z Padovy (1270-1342) - William Ockham (1285–1349) - Ibn Chaldún (1332-1406) - Christine de Pisan (1363–1434) - Niccolò Machiavelli (1469-1527) - Martin Luther (1483-1546) - Jan Kalvín (1509-1564) - Richard Hooker (1554-1600) | Narození před 19. stoletím - Jean Bodin (1530-1596) - Francis Bacon (1561-1626) - Hugo Grotius (1583-1645) - Thomas Hobbes (1588-1679) - Baruch Spinoza (1632-1677) - John Locke (1632-1704) - Montesquieu (1689-1755) - David Hume (1711-1776) - Jean-Jacques Rousseau (1712-1788) - Immanuel Kant (1724-1804) - Adam Smith (1723-1790) - Edmund Burke (1729-1797) - Thomas Paine (1737-1809) - Thomas Jefferson (1743-1826) - Jeremy Bentham (1748-1832) - William Godwin (1756-1836) - Mary Wollstonecraft (1759-1797) - Henri de Saint-Simon (1760-1825) - Thomas Robert Malthus (1766-1834) - Benjamin Constant (1767-1830) - Georg Wilhelm Friedrich Hegel (1770-1831) - David Ricardo (1772-1823) - Charles Fourier (1772-1837) - James Mill (1773-1836) - Arthur Schopenhauer (1788-1860) - Thomas Carlyle (1795-1881) - Auguste Comte (1798-1857) | Narození v 19. století - Ludwig Feuerbach (1804-1872) - Alexis de Tocqueville (1805-1859) - Max Stirner (1806-1856) - John Stuart Mill (1806-1873) - Pierre-Joseph Proudhon (1809-1865) - Søren Kierkegaard (1813-1855) - Michail Bakunin (1814-1876) - Henry David Thoreau (1817-1862) - Karl Marx (1818-1883) - Friedrich Engels (1820-1895) - Herbert Spencer (1820-1903) - Petr Kropotkin (1842-1921) - Friedrich Nietzsche (1844-1900) - Eduard Bernstein (1850-1932) - Thorstein Veblen (1857-1929) - John Dewey (1859-1952) - Max Weber (1864-1920) - Benedetto Croce (1866-1952) - Rosa Luxemburg (1870-1919) - Bertrand Russell (1872-1970) - Giovanni Gentile (1875-1944) - Muhammad Iqbal (1877-1938) - Martin Buber (1878-1965) - Otto Bauer (1881-1938) - György Lukács (1885-1971) - Carl Schmitt (1888–1985) - Martin Heidegger (1889-1976) - Antonio Gramsci (1891-1937) - Walter Benjamin (1892-1940) - Max Horkheimer (1895-1973) - Herbert Marcuse (1898-1979) - Leo Strauss (1899-1973) - Friedrich Hayek (1899-1992) | Narození ve 20. století - Erich Fromm (1900-1980) - Michael Oakeshott (1901-1990) - Karl Raimund Popper (1902-1994) - Theodor W. Adorno (1903-1969) - Raymond Aron (1905-1983) - Jean-Paul Sartre (1905-1980) - Ayn Rand (1905-1982) - Hannah Arendt (1906-1975) - Sajjid Qutb (1906-1966) - Simone Weil (1909-1943) - Isaiah Berlin (1909-1997) - Norberto Bobbio (1909-2004) - Albert Camus (1913-1960) - Roland Barthes (1915-1980) - Louis Althusser (1918-1990) - Paulo Freire (1921-1997) - John Rawls (1921-2002) - Cornelius Castoriadis (1922-1997) - Frantz Fanon (1925-1961) - Gilles Deleuze (1925-1995) - Michel Foucault (1926-1984) - Jean Baudrillard (1929-2007) - Jürgen Habermas (1929- ) - Jacques Derrida (1930-2004) - Félix Guattari (1930-1992) - Ronald Dworkin (1931- ) - Charles Taylor (1931- ) - Antonio Negri (1933- ) - Fredric Jameson (1934-2024) - Wendell Berry (1934- ) - Michael Walzer (1935- ) - Robert Nozick (1938-2002) - Giorgio Agamben (1942– ) - Slavoj Žižek (1947- ) - Nancy Fraser (1947- ) - Axel Honneth (1949- ) |